# هوب بروكس
هوب بروكس (بالإنجليزية: Hope Brooks)‏ هي رسامة جامايكية، ولدت في 1944.